# Visoko
Visoko är en stad i centrala Bosnien och Hercegovina belägen mellan Zenica och huvudstaden Sarajevo. Staden har stor betydelse som knutpunkt vid floden Bosna och symboliskt som centralort för den bosniska historien och den medeltida bosniska kyrkan. Av de cirka 50 000 kommuninvånarna är 89 % bosniaker, 6 % kroater och 5 % serber.

## Historia
Omfattande spår av mänsklig aktivitet i området dateras från den neolitiska perioden under 4000-talet f.Kr. Från år 9 e.Kr. införlivades området i det romerska riket samtidigt som det beboddes av den illyriska stammen Desidijati. 
Under det medeltida bosniska kungadömet uppstod namnet Visoko som benämning på den befästning som fortfarande finns kvar. Själva stadens grundande och uppbyggnad tillskrivs paschan Ajas-beg, som konverterat till islam när området införlivades i det osmanska riket under mitten av 1400-talet.
En ytterligare blomstringstid skedde då området tillhörde Österrike-Ungern.
Nästa expansion skedde i det socialistiska Jugoslavien då hela området snabbt industrialiserades och blev en stark ekonomisk motor i det nya landet. Modern infrastruktur samt bostadsområden och fabriker uppfördes. Under Bosnienkriget på 1990-talet drabbades staden av omfattande förstörelse och återuppbyggnaden går långsamt. Trots svåra tider är staden fortfarande ledande inom läder- och textilindustrin och man exporterar också bildelar.   

## Externa länkar

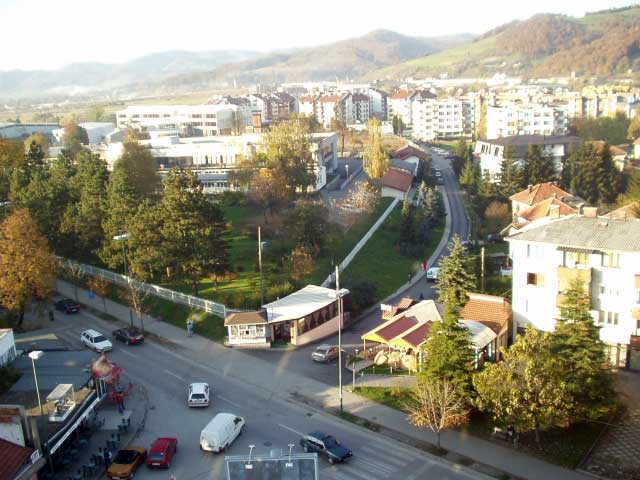
Norra Visoko